# スヴェトラーナ・アリルーエワ
スヴェトラーナ・ヨシフォヴナ・アリルーイェヴァ（ロシア語: Светла́на Ио́сифовна Аллилу́ева, 1926年2月28日 - 2011年11月22日）は、ソ連の政治家、ヨシフ・スターリン(Иосиф Сталин)の娘である。1953年に父・スターリンが死んだのち、モスクワにて文献学者および翻訳家として働いていた彼女は、インド人の男性と出会い、恋に落ちた。病没した彼の遺灰をガンジス川に流すため、インドへ向かうことを許可された。インド滞在中の1967年3月、彼女はアメリカ大使館に向かい、アメリカ合衆国に亡命した。アメリカで暮らし始めた彼女は、『Twenty Letters to a Friend』（『友に宛てた20通の手紙』、1967年）、『Only One Year』（『一年だけ』、1969年）、『The Faraway Music』（『遥かなる音楽』、1984年）を出版した。1982年にアメリカを離れ、イングランドに移住した。1984年にソ連に戻るも、その2年後に再びアメリカに戻った。1990年代にはイングランドに移住し、数年を過ごしたのち、再びアメリカに戻った。2011年11月22日、リッチランド郡にて、結腸癌で亡くなった。

## 生い立ち

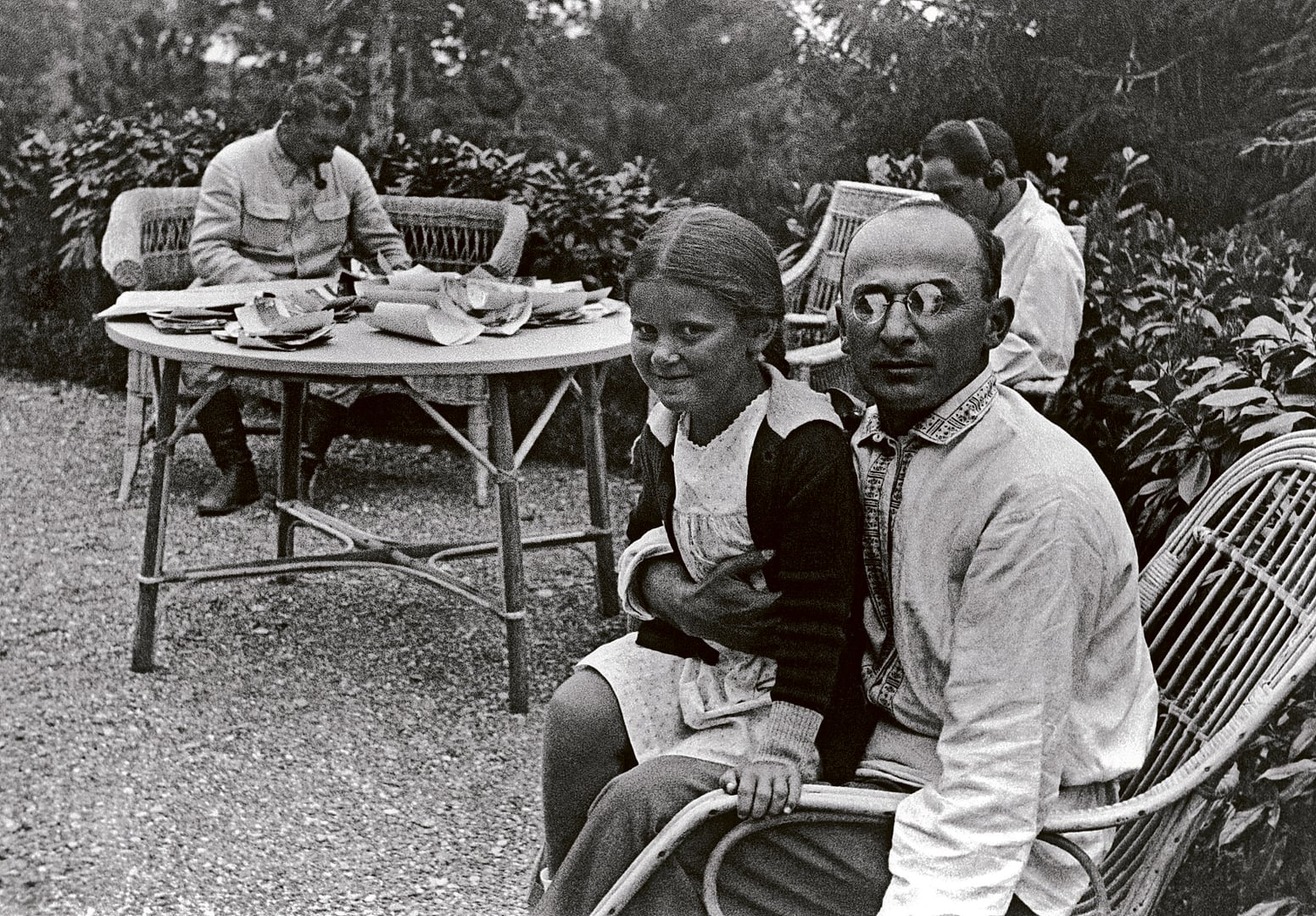
1931年9月25日撮影。ラヴリェンチー・ベリヤに抱かれるスヴェトラーナ。奥に座っているのは父・スターリン

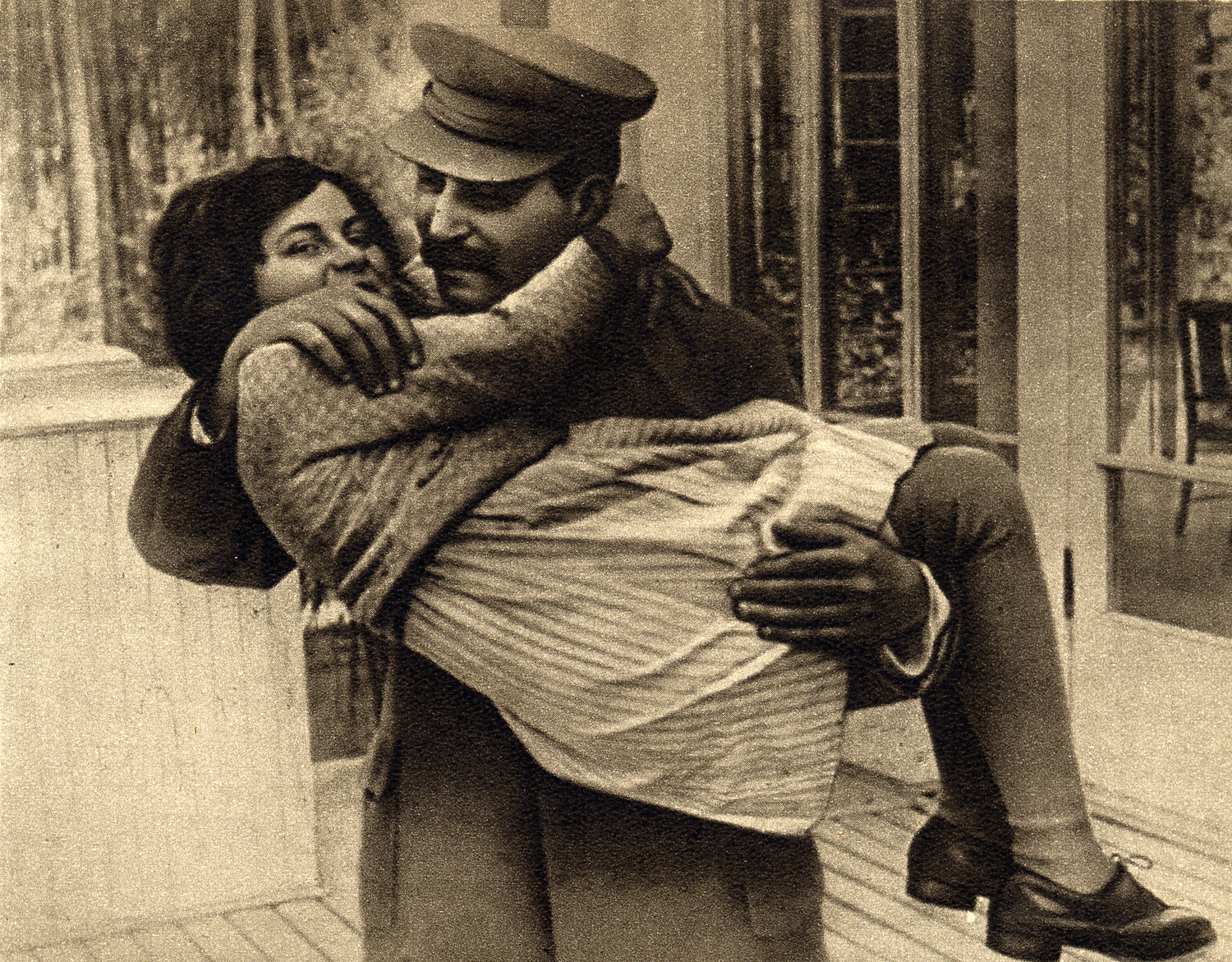
父・スターリンと（1935年）

1926年2月28日、モスクワにて、ヨシフ・スターリンとナジェージダ・アリルーイェヴァ(Наде́жда Аллилу́ева)の娘として生まれた。当時、専門職を追求しようとした母・ナジェージダは、子供たちと一緒に過ごす時間はあまり取れず、アレクサンドラ・ビホカヴァを乳母に雇い、子守を任せた。1956年にアレクサンドラが亡くなるまで、スヴェトラーナは彼女と良好な関係を保ち続けた。母・ナジェージダは、子供たちに対しては厳しい態度で接した。スヴェトラーナがのちに出版した回顧録では、「四歳か五歳のころ、『悪ふざけ』を理由に、酷く叱られた」と書き残している。スヴェトラーナはまた、父・スターリンが恐れていたのは母・ナジェージダだけであった、とも書き残している。ナジェージダは、子供たちには高等教育を受けさせてやりたい、と考えていた。
1932年11月8日の夜、スターリンとナジェージダは、クリメント・ヴォロシーロフ(Климент Ворошилов)の自宅で開催された、十月革命15周年記念祝賀の夕食会に出席した。ボリシェヴィキの幹部とその妻たちも出席したこの夕食会では酒が多数用意された。スターリンとナジェージダは口論を始めたが、このような場所においては、口論は珍しい光景ではなかった。「スターリンは、アレクサンドル・イェゴロフ(Александр Егоров)の妻と不倫していた」噂や、「クレムリンで美容師として働いていた女性と不倫している」噂も出ていた。スターリンとナジェージダの間には不穏な空気が漂い始めた。歴史家のサイモン・セバーグ・モンテフィオーレ(Simon Sebag Montefiore)は、「スターリンが『我がソヴィエトの敵の撃滅に乾杯！』した際、ナジェージダがグラスを上げなかった様子を見て、腹立たしくなった」と書いた。スターリンは妻の注意を引こうとして、ものを投げ付けたという。スターリンが投げたものについては、オレンジの皮、タバコの吸い殻、パンの切れ端が挙がっているが、それらは情報源によって異なる。そして、スターリンがナジェージダに対して「おい！」と呼びかけると、ナジェージダは「私の名前は『おい！』じゃないわ！」と叫んで怒りを露わにし、出し抜けにその場から出て行った。ヴャチェスラーフ・モロトフ(Вячесла́в Мо́лотов)の妻、ポリーナ・チェムチュジュナは、別の誰かがナジェージダを守るために一緒にいるかどうか確認するため、ナジェージダのあとを追ったという。ナジェージダとポリーナは、クレムリンの壁の外に出て、一緒に歩きながら、さきほどの出来事について話し合った。二人は、スターリンが酔っていた点に同意し、スターリンの不倫疑惑についても話し合った。その後、二人は別れ、ナジェージダは自宅に戻った。
1932年11月9日の早朝、自室に一人でいたナジェージダは、拳銃で自らの心臓を撃ち抜いて死んだ。即死であった。彼女が自殺する際に用いたのは、小型の拳銃「ワルサーPP」(Walther PP)であり、兄のパーヴェルがベルリンにいたころの贈り物として彼女に渡したものであった。クレムリンに一人でいるのは危険である可能性があり、「護身用に」と頼んだものであったという。ボリシェヴィキの幹部たちは、ナジェージダの死について「自殺した」というのは不適切である、と判断し、彼女の死因については「虫垂炎」とした。ヴァシーリーとスヴェトラーナは、母の死の真相については知らされなかった。
ナジェージダの死についての公式の説明は、以下のとおりである。
ナジェージダは家政婦のカロリーネ・チェリに対し、「朝8時まで起こさないように」と命じた。彼女は自室でワルサー銃を取り出し、引き金を引いて自分自身を撃った...どこで撃ったのか、どこを撃ったのかは、誰にも分からない。銃声を聞いた者は誰もいない。銃声が轟いたのち、彼女はベッドの傍らに倒れ、銃は彼女の遺体の横に転がった。翌朝、ナジェージダを起こしに来たカロリーネ・チェリが、ナジェージダが血まみれで倒れているのを発見した。カロリーネは乳母を呼んだ。ナジェージダの遺体を床から起こし、ベッドに寝かせてから、警備の責任者が呼ばれた。ダーチャにいたスターリンが帰宅すると、ナージャはもうこの世にいないことを告げられた。ナージャは「虫垂炎で死んだ」と証言するために医師が呼ばれたが、彼らは拒否した。死亡記事には、同志ナジェージダ・アリルーイェヴァの死因は不明であり、『死亡した』とだけ書かれた。
娘・スヴェトラーナも、回顧録の中で、公式の説明に近い記述を残している。
ナジェージダの遺体を検視した医師たちに対し、スターリンは死亡診断書に署名するよう頼んだが、医師たちはそれを拒否し、本物の死亡診断書も公開しなかった。その理由については不明である。三年後、これに関わった医師たちは、いずれも全員、急死したか、逮捕されたあとに銃殺された。
ニキータ・フルシチョフ(Никита Хрущёв)は、回顧録の中で「十月革命15周年の祝賀会の夜、スターリンは自宅に戻らなかった。ナジェージダが、ズバロヴォのダーチャに電話をかけると、夫が美しい女性と一緒にいることを知り、彼女は自殺した」と記述しているが、フルシチョフの主張を裏付ける証拠は無い。
祝賀会の夜、ナジェージダが出ていったあと、スターリンがどこで何をしていたのかについては確認が取れていない。また、ナジェージダの遺書については発見されていない。ナジェージダが自殺した理由については不明のままである。
同時代の人々の証言や、スターリンが残した手紙から、スターリンはナジェージダの死に対して酷く動揺していたことを示している。10年後の1942年、スヴェトラーナは、「母・ナジェージダの死は自殺であった」と書かれた『The Illustrated London News』の雑誌記事を読み、母の死の真相について知った。これにより、10年に亘って自分に嘘の情報を教えてきた父・スターリンとの関係が大きく変わった。スヴェトラーナは、父が死ぬまで父と距離を置くようになった。1957年、スヴェトラーナは、苗字を母親の姓である「アリルーイェヴァ」に改名した。
1933年、スヴェトラーナは、兄・ヴァシーリーとともにモスクワ第25学校に通い始めた。ヴァシーリーは1937年に別の学校に転校したが、スヴェトラーナは1943年に十年生を卒業した。スヴェトラーナは特別扱いを受けることは無かった。
1942年8月15日、ウィンストン・チャーチル(Winston Churchill)は、クレムリンにあるスターリン私有の共同住宅にて、スヴェトラーナの姿を見かけた。チャーチルは彼女を「父親に律儀に口付けする、赤毛が魅力的な少女」と表現した。この時の様子について、チャーチルは、1950年に出版した回顧録『The Hinge of Fate』（『運命の蝶番』）にて、「スターリンは、あたかも、『ほら御覧、我々ボリシェヴィキにだって、普通の家庭生活があるだろう？』と伝えんばかりに、目を輝かせながら私を見た」と書いた。
スターリンは、スヴェトラーナに対しては子煩悩であり、「グルジアの、溢れるような愛情」でもって、娘に口付けし、抱きしめた。彼女は、ズバロヴォ(Зубалово)のダーチャ(Дача)で過ごすのが好きであったという。そこは、「日当たりがよく、豊かな」庭園、果樹園、農場がある「幸せで保護された場所」であった。集団農場政策によって何百万人もの人々が飢え、収容所では大勢の人間が死ぬまで働かされる中、スヴェトラーナと彼女の友人たちは、牛の乳を搾り、鶏、ガチョウ、ウサギに餌をやり、森の中を歩いて野生のベリーを採取していた。ラヴリェンチー・ベリヤ(Лаврентий Берия)の部下たちは、スターリンに宛てた手紙の中で「我らが司令官、スヴェトラーナ万歳」と書いた。スターリンは連日、夜遅くまで死刑執行令状に署名し、帰宅すると、「私のかわいい司令官はどこだい？」と叫んだ。スターリンは椅子に座って娘の宿題を手伝い、娘や娘の友人と一緒に食事していたという。
父・スターリンは二人の息子（ヤーコフとヴァシーリー）の場合と異なり、スヴェトラーナに対しては優しく愛情ある態度で接することが多かったが、冷酷な態度を見せたこともあったという。ニキータ・フルシチョフの回顧録によれば、クレムリンで催されたパーティーにて、父が娘に踊るよう要求するも、娘がそれに熱心でなかったことを理由に、スターリンがスヴェトラーナの髪の毛を引っ掴み、腕ずくで踊らせたことがあった、と書いている。
1942年の後半、スヴェトラーナは、38歳のユダヤ人の映画監督で脚本家のアレクシイ・カプレルと出会い、恋に落ちた。父・スターリンは娘の恋愛に強く反対した。
カプレルとの恋愛について、スヴェトラーナは回顧録の中で以下のように記述している。
カプレルは逮捕され、強制収容所に送られた。
スヴェトラーナは、ラヴリェンチー・ベリヤの息子、セルゴ・ベリヤに恋心を抱いた。スヴェトラーナはセルゴと結婚しようとしたが、ベリヤの家族は恐怖を覚えた。ベリヤの妻・ニーナはスヴェトラーナに対し、「あなた、自分のやっていることが分かっているの？」「もしもこのことをあなたのお父さんが知ったら、セルゴは生きたまま皮を剥がされることになるわ」と述べた。ベリヤは、自分の息子がスターリンの娘と結婚することを望んでいなかった。

## 結婚
1943年、スヴェトラーナはモスクワ大学に入学した。
1944年、スヴェトラーナは、モスクワ大学国際関係研究所の学生、グリゴリー・モロゾフと結婚した。これはスヴェトラーナにとって最初の結婚となった。父・スターリンはこの結婚を気に入らず、花婿とは一度も面会しなかった。彼もまたユダヤ人であった。
1945年5月22日に息子が生まれ、スヴェトラーナは父親と同じ名前である「ヨシフ」と名付けた。モロゾフはもっと子供が欲しかったが、スヴェトラーナは文学の追求と学業を優先した。ヨシフが生まれたのち、スヴェトラーナは堕胎と流産を3回経験している。この結婚生活は長続きせず、1947年、二人は離婚した。婚約関係の破棄は、父・スターリンの命令によるものであるという。モロゾフとの間に生まれたヨシフ・アリルーイェフは、のちに心臓病専門医となった。スヴェトラーナの最初の子供であるヨシフ・アリルーイェフは、母について、「子供たちとしばしば言い争っていた」「気難しい人だった」と語っている。2008年10月31日、ヨシフ・アリルーイェフは勤務中に心臓発作を起こして亡くなった。
グリゴリー・モロゾフとの最初の結婚および息子の出産を機に1年間休学し、1946年に近現代史学科に編入した。彼女は目立たないように行動し、どの団体にも所属しなかった。大学での彼女は、英語とドイツ語を使いこなしていた。彼女は本当は文学を学びたかったが、父・スターリンはそれを許さなかった。スヴェトラーナはモスクワ大学文献学部を受験し、その後、歴史学部に編入することになった。
1949年、スヴェトラーナはモスクワ大学歴史学部を卒業し、ソ連共産党に入党し、二度目の結婚を迎えた。相手はソ連邦最高評議会(Совет Союза Верховного Совета СССР)の議長、アンドレイ・ジダーノフ(Андрей Жданов)の息子、ユーリイ・ジダーノフであった。当時のユーリイは、ソ連共産党中央委員会科学部門の責任者でもあった。この結婚は、父・スターリンの所望によるものであった。1950年に娘のイェカチェリーナが生まれたが、この結婚も長続きせず、まもなく離婚した。スヴェトラーナはジダーノフの家族と一緒に暮らしていた。スヴェトラーナは、ユーリイの母・ジナイーダから威圧的に接せられているように感じていたが、これはスターリンがジナイーダに対してそうするよう命令していたのだという。ユーリイは党の仕事に忙殺され、夫婦が一緒に過ごす時間はあまり取れなかった。
ユーリイ・ジダーノフはのちにソ連の科学者となった。彼は2006年12月19日に亡くなった。
ユーリイとの間に生まれた娘、イェカチェリーナ・ユーリエヴナ・ジダーノヴァ(Екатерина Юрьевна Жданова)は、カムチャッカ半島に住み、火山について研究する科学者となった。母とは疎遠になっており、スヴェトラーナがソ連に帰国した際も、息子ヨセフとは再会したものの、イェカチェリーナは母と会うことを拒絶したとされる。
1962年、スヴェトラーナは、イヴァン・スワニーゼと出会い、結婚した。イヴァンは、スターリンの最初の妻、イェカチェリーナ・スワニーゼ(Екатерина Сванидзе)の兄、アレクサンドル・スワニーゼ(Александр Сванидзе)の息子である。1937年、スターリンはアレクサンドルの逮捕を命じ、直接尋問した。スターリンはアレクサンドルに対し、「自分はドイツのスパイである」ことを認めるよう迫ったが、アレクサンドルはそれをきっぱりと拒否した。1941年8月20日、ラヴリェンチー・ベリヤの命令により、アレクサンドルは銃殺刑に処せられた。
この結婚も長続きしなかった。1957年、スヴェトラーナは自身の姓を「アリルーイェヴァ」に変更し、イヴァン・スワニーゼと結婚したが、この結婚も長くは続かず、二年足らずで離婚に至った。離婚を切り出したのは夫の方であるという。イヴァンによれば、スヴェトラーナは他に複数の男性と関係を持ち、スヴェトラーナにとっては醜聞となった。
イヴァンはモスクワ大学を卒業し、その後、経済学者となり、1962年からモスクワ大学にて教鞭を取っていた。1987年に亡くなった。
1954年、スヴェトラーナは『Развитие передовых традиций русского реализма в советском романе』（『ソ連の小説におけるロシアの写実主義の高度な伝統の発展』）という題名で博士論文を上梓した。1956年、スヴェトラーナは「マクシム・ゴーリキー世界文学研究所」に入所し、ソ連文学研究部門の研究者となった。スヴェトラーナは幼い頃から文学が好きであり、大学でも文学を学びたかったが、父・スターリンはそれを許さず、歴史を学ぶよう命令した。ソ連でのスヴェトラーナは文献学者および翻訳家として働いた。
1970年、スヴェトラーナは、建築家のウィリアム・ウェスリー・ピータースと結婚し、娘のオリガ・ピータースを産んだ。夫婦は1973年に離婚した。オリガ・ピータースは、アメリカで「クレーセ・エヴァンス」(Chrese Evans)の名義で暮らしている。2016年にロシアのブロガー、パーヴェル・プリャニコフがオリガの近影をSNSに投稿し、その風貌が世界中で話題となった。

## 父との関係
1953年3月、父・スターリンが脳卒中の発作で倒れた。父の死の間際の様子について、スヴェトラーナは、以下のように書いている。「父の苦しみは、恐るべきものでした。私たちが刮目している間、父は文字通り窒息死したのです。最期の瞬間と思われたとき、父は突然目を見開き、部屋にいた全員を見渡したのです。狂気に満ちた、あるいは憤怒か、あれは死への恐怖に直面した人間の目付き、見る者を尻込みさせる視線でした」
2010年に取材を受けた際、スヴェトラーナは、父・スターリンについて、「私は父に人生を二度台無しにされた」「父は私の愛した男を刑務所に送り、強制収容所に送った」「父は私に、教養のあるマルクス主義者になってもらいたい、と望んでいたのです」と述懐している。
1967年にアメリカに到着したあとに行われた記者会見の場で、スヴェトラーナは、父・スターリンの政治について問われた。彼女は父親の政治的決定の多くを非難したが、「一人の人間だけに責任を負わせるのではなく、共産主義体制、共産イデオロギーそのものにある」とも述べた。
スヴェトラーナによれば、母・ナジェージダはラヴリェンチー・ベリヤについて「汚らわしい男」と呼んだという。また、「母が自殺したあと、父は誰も信用しなくなり、破滅的になった」という。スヴェトラーナは、「母の死はベリヤの台頭につながり、それによってソ連に恐怖がもたらされた」と書いた。

## 政治亡命
1963年10月、扁桃腺を摘出する手術を受けるため、モスクワのクンツァヴァ病院に入院中であったスヴェトラーナは、インド人のブラジェーシュ・スィンと出会った。彼ら二人は恋に落ちた。スィンは温厚で教養のある人物であったが、気管支拡張症と肺気腫を患っており重病であった。彼らは結婚しようとしたが、ソ連当局はそれを許さなかった。1966年10月31日、スィンが死ぬと、ヒンドゥー教の儀式に従って遺体は火葬された。スヴェトラーナは、彼の遺灰をガンジス川に流すため、ソ連閣僚評議会議長のアレクシイ・コスイギン(Алексей Косыгин)に対し、「インドに行かせて欲しい」と訴えた。コスイギンはスヴェトラーナの要求に反対したが、スヴェトラーナは最終的にインドへの旅行を許可された。1967年4月26日の記者会見の場で、スヴェトラーナは、スィンとの結婚は許されなかった趣旨を述べている。

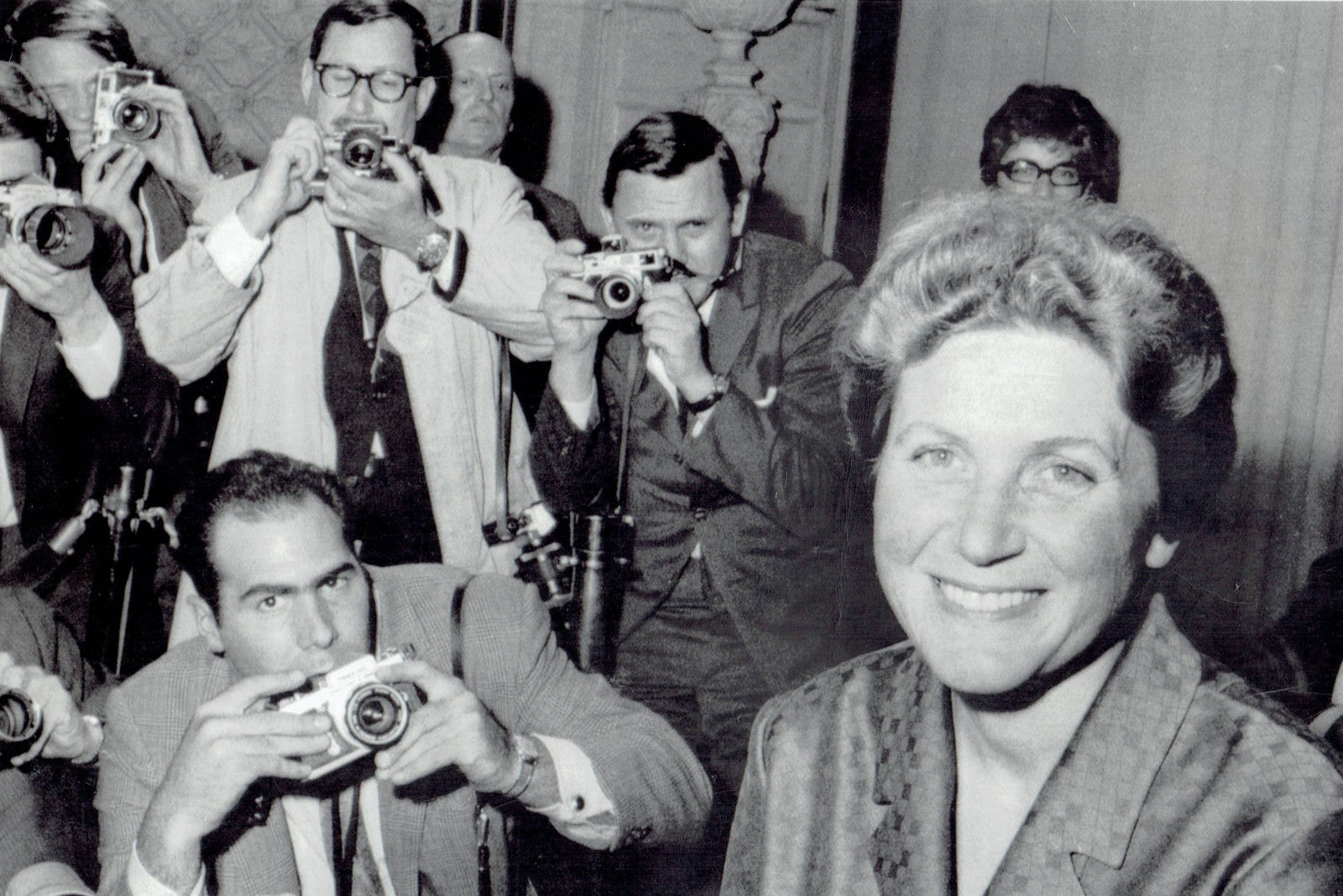
記者会見でのスヴェトラーナ（1967年4月26日撮影）

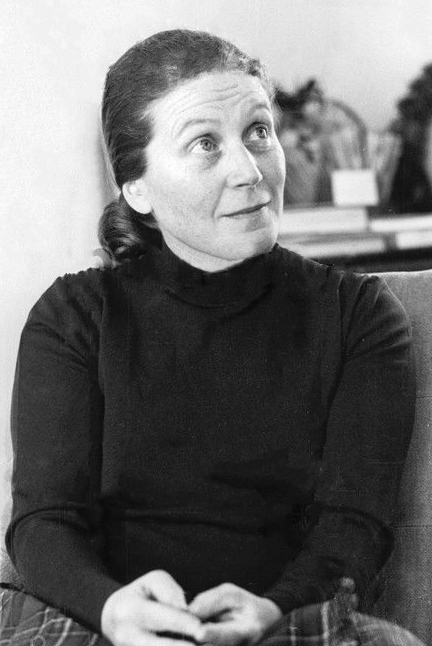
スヴェトラーナ・アリルーイェヴァ（1970年1月）

1966年12月20日、スヴェトラーナはスィンの遺灰を携えてインドを訪れた。夫の故郷で儀式が終わったのち、スヴェトラーナはデリーに到着した。当時のインドは総選挙の真っ最中であり、スヴェトラーナのインド訪問は関心を持たれなかった。スヴェトラーナはソ連大使館を訪問し、ソ連大使のイヴァン・ベネジクトフに対してインドでの滞在許可を申請したが、大使はそれを許さず、「あなたはソ連を出ることは許されない」と述べた。
КГБの諜報員の追跡を掻い潜りながら、1967年3月9日、スヴェトラーナはニューデリーにあるアメリカ大使館を訪問し、亡命したい趣旨を書類に記述した。この時の詳細について、当時、アメリカ大使を務めていたチェスター・B・ボウルス(Chester B. Bowles)は以下のように語っている。
ボウルスの補佐官が「午前一時にカンタス航空の航空機が出発する」趣旨を述べると、ボウルスはその航空機にスヴェトラーナを搭乗させるよう手配した。ロシア語が解る若い将校を割り当てようとしたが、スヴェトラーナは英語に堪能であり、通訳は必要無かった。その後、ボウルスは、国務省とアメリカ合衆国大統領官邸に電報を打った。国務長官のディーン・ラスク(Dean Rusk)に向けて、「Eyes Only」との電報を打ち、状況を説明し、指示を仰いだ。その電報の最後には、次の言葉を添えた。「もし、インド時間の午前0時までに国務省から連絡が無い場合、私の責任において、彼女に許可証を与えることになります」
CIAの職員は、スヴェトラーナをローマ行きの航空機に乗せた。この航空機はスイスへと向かった。合衆国政府はCIAの職員を派遣し、スヴェトラーナがイタリアを経由してスイスへ向かうのを手伝わせたが、スヴェトラーナをアメリカに入国させた場合、ソ連との関係が悪化するのではないか、と懸念していたという。
スヴェトラーナがスイスに到着すると、スイス政府は、スヴェトラーナのための入国許可証を手配した。子供たちをソ連に残した状態で、スヴェトラーナはアメリカ合衆国に向かい、1967年4月にニューヨークに到着した。スヴェトラーナは、1967年4月26日に記者会見を開いた。スヴェトラーナはこの記者会見の中で、「私はお金持ちになるためにこの国に来たわけではありません」、「私は、ロシアで長い間奪われてきた表現の自由を求めて、この国にやって来ました」と述べた。彼女は神への信仰と自由を支持する言葉を述べ、ソ連については、「共産体制は腐敗している」と述べ、かつての「ゲシュタポ」になぞらえた。スヴェトラーナは、ソ連の国民について語った際、「父の影は、いまだに私たちの頭上を覆っており、それに屈従しているのです」と述べた。
スヴェトラーナは、「私は、『あれはスターリンの娘だ』と言われ続けてきました。この言葉の意味するところは、『私はライフル銃を構えて、そこらを歩きながらアメリカ人を撃ち殺すことになっている』ということなのです」と冗談めかして発言していたことがある。
1967年、スヴェトラーナは、ソ連駐在の大使、ジョージ・ケナン(George Kennan)の助けを得て、自身の回顧録となる著書『Twenty Letters to a Friend』（『友に宛てた20通の手紙』）を出版し、1969年には『Only One Year』（『一年だけ』）を出版した。1984年には、『The Faraway Music』（『遥かなる音楽』）を出版した。 スヴェトラーナは自著の中で、1940年の4月から5月にかけて、21857人のポーランド人が銃殺された「カティンの森での虐殺事件」を取り上げ、父親を非難している。このポーランド人たちは、スターリンの命令で殺された。2012年4月、欧州人権裁判所(La Cour européenne des droits de l'homme)はこのポーランド人の大量虐殺事件について、「戦争犯罪」と認定した。
1967年に出版した『Twenty Letters to a Friend』は広く売れ、スヴェトラーナはおよそ250万ドルの利益を得た。本は売れたが、彼女はそれで得た利益を慈善団体に寄付したという。また、晩年の彼女は金銭面で困窮していたという。レイモンド・ピアーソン(Raymond Pearson)は、著書『Russia and Eastern Europe』（『ロシアと東ヨーロッパ』）の中で、スヴェトラーナの回顧録『Twenty Letters to a Friend』について、「スターリニズムの非道の責任をラヴリェンチー・ベリヤに転嫁し、自身の父親の行為を粉飾しようとする稚拙な試みだ」と批判的に書いている。
1978年、スヴェトラーナはアメリカでの市民権を獲得した。1982年、スヴェトラーナはイングランドに移住し、カトリック教徒となった。彼女はウィリアム・ウェスリー・ピータースとの間に生まれた娘・オリガを、クウェイカー教の寄宿学校に入学させ、世界中を旅した。1984年10月、彼女は娘・オリガを連れて、ソ連に帰国し、「西側で自由を感じたことはない」と発言した。1986年、スヴェトラーナは再びアメリカに渡った。
レオニード・ブレジネフ(Леонид Брежнев)とユーリー・アンドロポフ(Ю́рий Андро́пов)の死後、1984年、スヴェトラーナは娘・オリガを連れてソ連に戻り、ソ連での市民権を獲得した。スヴェトラーナはモスクワとトビリシに住居を与えられ、グルジアに滞在することになった。ゴリにあるスターリン博物館にて、スヴェトラーナの60歳の誕生日を祝う会が開かれた。
1986年4月、スヴェトラーナはソ連を出て、再びアメリカに渡った。彼女はソ連の市民権を放棄した。ソ連からの出国には、アメリカ領事館と、ミハイル・ゴルバチョフ(Михаи́л Горбачёв)の助けもあったという。スヴェトラーナはゴルバチョフに対し、出国の許可を求めていた。
2008年、スヴェトラーナの生涯を描いた映画『СВЕТЛАНА』がロシアで公開された。
スヴェトラーナは、CIAと国務省から「愛玩動物のように扱われた」ことについて怒りを露わにしたことがある。また、「盲目的なまでに自由世界への憧憬の念を抱いて西側にやってきたが、道徳面においてはアメリカもソ連も変わらない」と感じていた。

## 信仰
1962年、スヴェトラーナは子供たちとともにロシア正教会で洗礼を受けた。1982年にイングランドに移住したのち、カトリック教徒に改宗している。しかし、1986年にイングランドに移住したのち、スヴェトラーナはカトリックへの信仰を放擲し、イングランドの西海岸にある人里離れた村に住んだ。1997年11月以降はアメリカに定住した。

## 死
2011年11月22日、スヴェトラーナは、ウィスコンスィン州リッチランド郡にある養護施設にて、結腸癌で亡くなった。85歳であった。晩年は娘オリガとも疎遠となり、貧困で苦しい生活を余儀なくされていたと言われる。
2012年11月、FBIが機密扱いにしていた書類を解除し、公表した。233ページに及ぶこの公開文書（残りの94ページは機密扱い）によれば、スヴェトラーナはアメリカ政府の諜報機関の監視下にあったという。FBIは、ソ連の独裁者の娘がアメリカを訪問することで、冷戦が悪化する事態を恐れていたという。アメリカに到着したスヴェトラーナは、ソ連の諜報機関が自分のことを監視下に置きたがっているかもしれない、と地元当局に告げた。実際には、彼女を監視下に置いていたのはソ連ではなく、アメリカの政府当局であった。

## 著書
- Alliluyeva, Svetlana; Johnson, Priscilla (1967). Twenty Letters to a Friend. London: Hutchinson ISBN 978-0-06-010099-5
  - 『スベトラーナ回想録　父スターリンの国を逃れて』江川卓訳、新潮社、1967年
- Alliluyeva, Svetlana; Chavchavadze, Paul (1969). Only One Year. Harper & Row. ISBN 0-06-010102-4
- Alliluyeva, Svetlana (1984). Faraway Music. India ISBN 978-0-8364-1359-5

## 資料
- The Papers of Svetlana Alliluyeva - スヴェトラーナ・アリルーイェヴァについての論文
- Joseph Stalin Svetlana Alliluyeva interview 1980's - スヴェトラーナへの取材映像（1980年代）
- Svetlana talks about her father, Joseph Stalin 1967 - 1967年、アメリカに到着したスヴェトラーナの記者会見